# Rittergut Bärenthoren

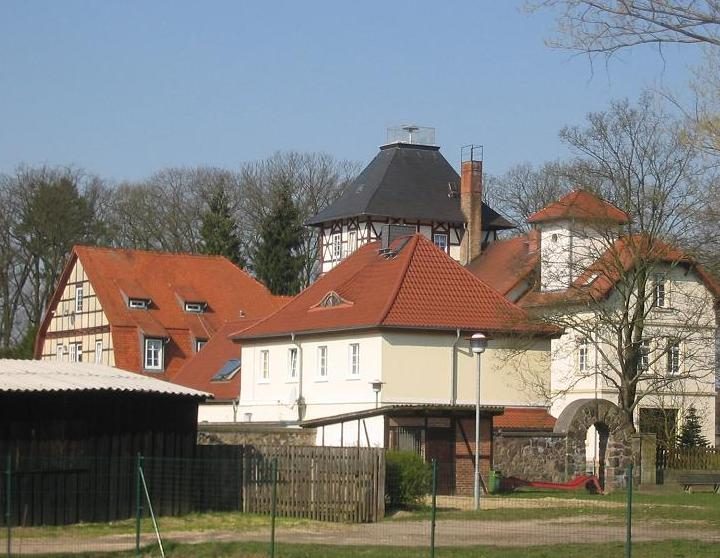
Schloss Bärenthoren

Das Rittergut Bärenthoren, auch Schloss Bärenthoren, ist ein denkmalgeschütztes Bauwerk im Ortsteil Bärenthoren der Stadt Zerbst im Landkreis Anhalt-Bitterfeld in Sachsen-Anhalt. Im örtlichen Denkmalverzeichnis ist das Rittergut unter der Erfassungsnummer 094 41167 als Baudenkmal verzeichnet. Es hat die Adresse Forststraße 23.

## Geschichte
Die urkundliche Ersterwähnung des Rittergutes von Bärenthoren datiert auf das Jahr 1572. Später übernahm die Familie von Kalitsch das Gut. Erster Vertreter war zunächst Gottlob von Kalitsch (1752–1798) auf Polenzko mit Bärenthorn. Seine Nachfahren gründeten 1860 ein Familienfideikommiss für beide zusammenhängenden Besitzungen. Am 12. Januar 1843 übernahm wohl der Landrat und Kammerherr Friedrich von Kalitsch sen. (1786–1870) das Gut. Erster Fideikommissherr war der anhaltinische Kammerherr Hermann von Kalitsch-Dobritz. Um 1884 übernahm und erbte bald dessen zweiter Sohn Friedrich von Kalitsch (jun.) das Gut. Kalitsch verbrachte seine Schulzeit auf dem Herzoglichen Francisceum Zerbst. Friedrich von Kalitsch war der Gründer der Bärenthorer Kiefernwirtschaft, einem 193 Hektar großen Waldkulturdenkmal, und wurde später Königlich-Preußischer Forstassessor. 1891 übernahm Kalitsch dann auch das Gut Polenzko von seinem verstorbenen Vater und legte den Grundstein für den Neubau des Rittergutes zum Schloss. Der Bau wurde 1892 fertiggestellt. Ausbauten am Schloss erfolgten in den Jahren 1897, 1900 und 1920. Letzter Bärenthorener Gutsbesitzer war der Erbe Joachim von Kalitsch (1902–1945). Aus dem Fideikommiss Bärenthoren gestaltete er ein Waldgut. Seine Frau und sein Sohn lebten dann nach der Bodenreform in Niedersachsen.
Nach der Vertreibung der Besitzer im Jahr 1948 wurde das Schloss als Feierabendheim und später als Pflegeheim genutzt. Bis zum Dezember 2019 befand sich in der Schlossanlage das DRK-Betreuungszentrum Marie von Kalitsch. Am 2. Dezember 2022 gründet sich die „Stiftung Dauerwald Bärenthoren“, die im September 2024 Eigentümerin des Ritterguts wurde.
Der zum Schloss gehörende Park wurde 1920 zu einem Landschaftspark umgestaltet. Die Grabstätte von Friedrich von Kalitsch befindet sich in diesem Park.

## Allgemeines
Auf dem Bauwerk befindet sich die Sirene zur Alarmierung der örtlichen Freiwilligen Feuerwehr.